# Halo: Spartan Assault
Halo: Spartan Assault es un videojuego de acción con vista cenital perteneciente a la saga Halo, que fue lanzado a la venta el 18 de julio de 2013 para Windows 8 y Windows Phone 8, y luego fue editado para el resto de plataformas. Está disponible en Windows 8, Windows Phone 8, Xbox 360 y Xbox One. Desde el día 4 de abril de 2014, el videojuego está disponible en Steam. Desde el día 16 de abril de 2015, el juego está disponible en la App Store de Apple.

## Juego
Halo: Spartan Assault, es un juego de Halo que fue lanzado en exclusiva para Windows 8 y Windows Phone 8. Desarrollado por Vanguard Games (en colaboración con 343 Industries) es un juego de disparos en vista aérea que contiene 25 misiones establecidas entre los eventos de Halo 3 y Halo 4. El juego explora las primeras misiones del Proyecto Spartan-IV. Las versiones de Xbox 360 y Xbox One cuentan además con un modo multijugador cooperativo especial. Fue lanzado el 18 de julio de 2013.

## Integración con Halo 4
En el juego se ganan puntos de experiencia, logros y emblemas para los perfiles Spartan de Halo 4, mientras que varias características más se ofrecen después del lanzamiento.

## Historia
Transcurre entre los sucesos de Halo 3 en 2553 y los de Halo 4 en 2557, mientras que el paradero del Jefe Maestro era desconocido (que está en sueño criogénico en camino al planeta Forerunner  de réquiem). Sigue las misiones de los Spartan que combaten contra el nuevo Covenant. Se controla a la Comandante Sarah Palmer o al Spartan Davis.